# KID
KID (сокр. от Kindle Imagine Develop) — японская компания, специализировавшаяся на портировании видеоигр на персональные компьютеры и игровые консоли, а также разработке симуляторов свиданий и визуальных романов.

## История
Компания была основана в 1988 году и в начале 1990-х занималась преимущественно разработками игр на заказ, но с появлением нового поколения консолей эта деятельность перестала покрывать возросшие расходы на персонал, и KID стал независимым разработчиком. В 1997 году KID занялась портированием компьютерных игр на игровые консоли. В 1999 году KID выпустил Memories Off, первую игру одноимённой серии, а в 2000 году — Never 7: The End of Infinity, первую игру серии Infinity. Обе серии принесли компании известность, став её «визитными карточками». В 2005 году компания стала спонсором телевизионной драмы Densha Otoko.
30 ноября 2006 году в связи с задолженностью около 530 млн. йен компания прекратила деятельность, а 1 декабря подала заявление о банкротстве в Токийский окружной суд, но решение было отменено, и в феврале 2007 года вся интеллектуальная собственность KID была куплена корпорацией Cyberfront; после банкротства Cyberfront в 2013 году она перешла к 5pb. (MAGES.). Большая часть персонала компании впоследствии присоединилась к 5pb..

## Список выпущенных игр

### Серия Infinity
- Infinity Cure
- Never 7: The End of Infinity
- Ever 17: The Out of Infinity
- Remember 11: The Age of Infinity
- 12Riven -the Ψcliminal of integral-

### Серия Memories Off
- Memories Off
- Memories Off 2nd
- Omoide ni Kawaru Kimi ~Memories Off~
- Memories Off ~Sorekara~
- Memories Off ~Sorekara Again~
- Memories Off 5: Togireta Film
- Memories Off #5 Encore
- Your Memories Off: Girl’s Style

### Другие
- Blocken (Аркада)
- Armored Police Metal Jack (Game Boy)
- Kingyo Chūihō! 2 Gyopichan o Sagase! (Game Boy)
- Battle Grand Prix (SNES)
- Jumpin' Derby (Super Famicom)
- Super Bowling (SNES)
- Super Jinsei Game (2 & 3) (Super Famicom)
- Chibi Maruko-chan: Okozukai Daisakusen (Game Boy, 1990)
- Chibi Maruko-Chan 2: Deluxe Maruko World (Game Boy, 1991)
- Chibi Maruko-chan 3: Mezase! Game Taishou no Maki (Game Boy, 1992)
- Chibi Maruko-chan 4: Korega Nihon Dayo Ouji Sama (Game Boy, 1992)
- Chibi Maruko-Chan: Maruko Deluxe Gekijou (Game Boy, 1995)
- Mendel Palace (совместная работа с Game Freak)
- Low G Man: The Low Gravity Man
- Kick Master
- G.I. Joe (NES)
- Sumo Fighter: Tōkaidō Basho
- UFO Kamen Yakisoban
- Sutobasu Yarō Shō: 3 on 3 Basketball
- Pepsiman
- Doki! Doki! Yūenchi: Crazy Land Daisakusen (Famicom)
- Ai Yori Aoshi (PS2 и адаптация для PC)
- Ryu-Koku (последняя игра выпущенная до банкротства)
- Separate Hearts
- Ski Air Mix
- Recca (Famicom Shooter создана для игрового турнира «Summer Carnival '92»)
- We Are*
- Close to: Inori no Oka
- Yume no Tsubasa
- Max Warrior: Wakusei Kaigenrei
- Kaitou Apricot (PlayStation)
- Kiss yori...
- 6 Inch my Darling
- Dokomademo Aoku...